# (6472) Rosema
(6472) Rosema est un astéroïde de la ceinture principale.

## Description
(6472) Rosema est un astéroïde de la ceinture principale. Il fut découvert le 15 octobre 1985 à la station Anderson Mesa par Edward L. G. Bowell. Il présente une orbite caractérisée par un demi-grand axe de 3,12 UA, une excentricité de 0,17 et une inclinaison de 4,9° par rapport à l'écliptique.

## Compléments